# 东陂镇 (宜黄县)
东陂镇，是中华人民共和国江西省抚州市宜黄县下辖的一个乡镇级行政单位。

## 行政区划
东陂镇下辖以下地区：
东陂镇社区、东陂村、排上村、边山村、层源村、管坊村、梅湾村、干溪村、柏岭村、三溪村、河溪村和江背村。